# مؤتمر الأمم المتحدة لتغير المناخ 2024
مؤتمر الأمم المتحدة لتغير المناخ 2024 أو مؤتمر أطراف اتفاقية الأمم المتحدة الإطارية بشأن التغير المناخي هو مؤتمر الأمم المتحدة التاسع والعشرون للتغير المناخي، والذي عُقد في باكو في أذربيجان، في الفترة من 11 إلى 22 نوفمبر 2024. ترأس المؤتمر موختار باباييف، بينما ترأس لجنة التنظيم سمير نورييف.
اختُتم المؤتمر باتفاق على خطط تمويل تهدف إلى التخفيف من آثار تغير المناخ ومساعدة الدول النامية في تغيير مصادر الطاقة المُستخدمة إلى مصادر طاقة أكثر استدامة، وجرى الاتفاق على وضع قواعد وسجل تابع للأمم المتحدة لتسهيل وتوثيق التجارة الدولية لتعويض الكربون.
كان اختيار دولة أذربيجان لاستقبال المؤتمر مثيرًا للجدل لكونها من كبار الدول المنتجة للنفط والغاز، فضلًا عن نظام الدولة الاستبدادي ومعاناتها من الفساد المستشري. كما كان العديد من الشركاء الرسميين لمؤتمر الأمم المتحدة لتغير المناخ 2024 من الشركات المملوكة مباشرة من إلهام علييف رئيس دولة أذربيجان أو المرتبطة بأعمال عائلة علييف.

## خلفية
وقعت أذربيجان على اتفاقية باريس -وهي اتفاقية ضمن اتفاقية الأمم المتحدة الإطارية بشأن التغير المناخي- في 22 أبريل 2016. وتم تصديقها في 9 يناير 2017 ودخلت حيز التنفيذ في 8 فبراير 2017.
عُين موختار باباييف -المسؤول البارز في شركة سوكار وهي شركة النفط الحكومية لجمهورية أذربيجان ووزير البيئة والموارد الطبيعية- رئيسًا لمؤتمر الأمم المتحدة لتغير المناخ في يناير 2024. وذكرت التقارير أن دولة أذربيجان دفعت لشركة العلاقات العامة الأمريكية تينيو 4.7 مليون دولار أمريكي لإدارة العلاقات العامة لهذا الحدث.

## انتقاد اختيار الموقع
أُعلِن عن استضافة أذربيجان لمؤتمر الأمم المتحدة لتغير المناخ 2024 وفقًا للجدول الزمني الدوري، في ديسمبر 2023. كان من المقرر أن تستضيف دولة من دول أوروبا الشرقية القمة السنوية للمؤتمر. إلا أن وكالة رويترز أفادت باتفاق دول أوروبا الشرقية على دعم عرض أذربيجان لاستضافة نسخة 2024 خلال اجتماع مؤتمر الأمم المتحدة لتغير المناخ 2023 في دبي.
انتقد البعض استضافة المؤتمر في أذربيجان بسبب ماضيها السيئ في حقوق الإنسان والاتهامات بالتطهير العرقي ضد السكان الأرمن في مرتفعات قره باغ. كما أشار النقاد إلى أن أذربيجان منتجًا رئيسيًا للوقود الأحفوري، ولها حكومة استبدادية معروفة بالفساد، معتبرين أن اختيار أذربيجان لاستضافة المؤتمر كان محاولة لتلميع سمعتها البيئية بظاهرة الغسل الأخضر.
أثيرت المخاوف بشأن قمع الحكومة للصحفيين والنشطاء البيئيين قبيل المؤتمر، ما يدل على عدم التمتع بحرية التعبير عن الرأي والمجتمع المدني في أذربيجان. كتب مايكل روبين زميل معهد المشروع الأمريكي لأبحاث السياسة العامة أن مؤتمر الأمم المتحدة لتغير المناخ 2024 قد يشرع في تبرير حكومة الرئيس الأذربيجاني إلهام علييف الاستبدادية، مقارنة بالاستغلال السياسي لدورة الألعاب الأولمبية الصيفية 1936 من قبل نظام أدولف هتلر. انتقد الصحفيون والمنظمات غير الربحية لمكافحة الفساد الفساد الواسع في البلاد، إذ كان الشركاء الرسميون للمؤتمر شركات مملوكة مباشرة أو مرتبطة بأعمال عائلة علييف.
وقالت منظمة العفو الدولية إن اتفاقية الدولة المضيفة بين أذربيجان والأمم المتحدة الإطارية يجب أن تؤكد على «حماية واحترام جميع حقوق الإنسان» ويجب أن تُنشر هذه الشروط على الفور، مشيرة إلى انتهاكات حقوق الإنسان في أذربيجان. أجرت منظمة العفو الدولية مقارنة مع الوضع في مؤتمر الأمم المتحدة لتغير المناخ 2023 الذي استضافته الإمارات العربية المتحدة، موضحة أنها بذلت جهودًا متعددة للحصول على نسخة من اتفاقية الدولة المضيفة التي وُقِعت في أغسطس 2023. حصلت منظمة العفو الدولية على نسخة من اتفاقية مؤتمر الأمم المتحدة لتغير المناخ 2023 في يونيو 2024، وكشفت عن «نواقص كبيرة وغموض» في الحماية الحقوقية المقدمة للمشاركين في دبي.
حضرت الناشطة البيئية غريتا تونبرج تجمعًا في العاصمة الجورجية تبليسي للاحتجاج على استضافة أذربيجان للمؤتمر في 11 نوفمبر 2024. انتقدت غريتا وغيرها من النشطاء الحكومة الأذربيجانية القمعية واستخدام المؤتمر لتلميع انتهاكات حقوق الإنسان. وصفت الأمر بـ «السخافة» لعقد محادثات المناخ في «دولة استبدادية منتجة للنفط» في ظل زيادة الانبعاثات والأزمة المناخية.
وصف الرئيس الأذربيجاني إلهام علييف الانتقادات بأنها «حملة تشويه» وأضاف: «لن يمنعوننا من تحقيق مهمتنا النبيلة لمواجهة الآثار السلبية لتغير المناخ».

## لجنة تنظيم المؤتمر
تأسست لجنة تنظيم المؤتمر بموجب أمر من رئيس أذربيجان في 13 يناير 2024. ثم توسع تشكيل اللجنة لاحقًا في 19 يناير و22 فبراير من نفس العام. ترأس اللجنة رئيس إدارة رئيس جمهورية أذربيجان سمير نورييف، وضمّت اللجنة 56 عضوًا، بما في ذلك وزراء وأعضاء من الجمعية الوطنية ورؤساء آخرين للسلطات الحكومية.
كانت اللجنة تتكون من 28 رجلًا في البداية. وبعد الانتقادات التي وجهها العديد من المراقبين -بما فيهم كريستيانا فيغيريس الأمين التنفيذي لاتفاقية الأمم المتحدة الإطارية بشأن تغير المناخ- أُضيف رجلان آخران و11 امرأة إلى اللجنة.

## رئاسة مؤتمر الأمم المتحدة لتغير المناخ 2024
شغل وزير البيئة والموارد الطبيعية في أذربيجان موختار باباييف منصب رئيس المؤتمر. سبق لموختار أن عمل نائبًا للرئيس لشؤون البيئة في شركة سوكار وهي شركة النفط الحكومية لجمهورية أذربيجان. ضم فريق رئاسة المؤتمر أيضًا يالتشين رافيف كبير المفاوضين، ونائب وزير الطاقة إلنور سلطانوف الرئيس التنفيذي للمؤتمر، و نارمين جارخالوڤا رئيسة للشركة المشغلة للمؤتمر ومديرة العمليات، ونيجار أرباداراي بطلة العمل المناخي على المستوى الرفيع، وليلى حسنوفا بطلة العمل المناخي الشبابي.

## الانتقال الطاقي
ركز مؤتمر الأمم المتحدة لتغير المناخ 2024 على تعزيز الانتقال الطاقي، مع الاهتمام بتقليل الاعتماد العالمي على الوقود الأحفوري وزيادة نشر الطاقة المتجددة بعد مؤتمر الأمم المتحدة لتغير المناخ 2023 الذي انعقد في دبي. تشمل الأهداف الرئيسية وضع جداول زمنية محددة للتخلص التدريجي من الفحم وتطوير أسواق الهيدروجين الأخضر، وهما أمران حاسمان لتحقيق أهداف اتفاقية باريس. كما تناول المؤتمر قضايا أمن الطاقة، خاصة للاقتصادات المعتمدة بشكل كبير على الوقود الأحفوري، ودعم السياسات التي تضمن انتقالًا طاقيًا عادلًا للمجتمعات المتأثرة.
من المتوقع أن يعزز المؤتمر الأطر التعاونية التي تمكن الدول من تبادل التكنولوجيا والخبرة والموارد لتسهيل الانتقال الطاقي. يشمل ذلك التكامل الإقليمي لشبكات الطاقة المتجددة، الذي يمكن أن يحسن الوصول إلى الطاقة مع تقليل الانبعاثات. يسعى المؤتمر إلى خلق أنظمة طاقة مستدامة تتماشى مع الأهداف المناخية على المدى الطويل.